# Apataniinae
Apataniinae – podrodzina owadów wodnych z rzędu chruścików (Insecta: Trichoptera), jako podrodzina umieszczana była w rodzinie Limnephilidae, obecnie umieszczona jest w rodzinie Apataniidae, w nadrodzinie Limnephiloidea.
Do podrodziny Apataniinae zaliczane są następujące plemiona:
- Apataniini z rodzajami:
  - Apatania (występuje w Polsce)
  - Apataniana
  - Apatidelia
- Baicalinini (endemiczna rodzina występująca w jeziorze Bajkał), z rodzajami:
  - Baicalina
  - Protobaicalina
- Thamastini z rodzajami:
  - Baicalinella
  - Baicaloides
  - Pseudoradema
  - Radema
  - Thamastes
- Incertae Sedis (taksony umieszczone niepewnie i tymczasowo) z rodzajami:
  - Proradema
  - Talgara

źródło informacji:
- Trichoptera World Checklist. [dostęp 2006-08-25]. [zarchiwizowane z tego adresu (2011-06-07)].